# Kristen Rohlfs
Kristen Rohlfs (* 13. Mai 1930 in Humptrup; † 10. Dezember 2017 in Bochum) war ein deutscher Astrophysiker. Er war Experte für Radioastronomie.

## Leben
Kristen Rohlfs studierte Astronomie und Physik und wurde 1961 in Hamburg promoviert. Er war nach seiner Habilitation 1965 am Max-Planck-Institut für Radioastronomie in Bonn tätig. Rohlfs lehrte von 1974 bis 1995 am Astronomischen Institut der Ruhr-Universität Bochum.

## Schriften
- Tools of Radio Astronomy. 1986, ISBN 3-540-40387-6.
5. Auflage: mit Thomas L. Wilson, Susanne Hüttemeister. 2009, ISBN 3-540-85121-6.
- Die Ordnung des Universums, eine Einführung in die Astronomie. 1992, ISBN 3-7643-2706-5.